# Lužice (Olomouci járás)
Lužice település Csehországban, az Olomouci járásban. Lakosainak száma 407 fő (2024. január 1.).

## Fekvése
Lužice Štěpánov, Štarnov, Šternberk, Babice és Hnojice településekkel határos.

## Népessége
A település lakosságának változását az alábbi diagram mutatja:
| Lakosok száma | 386  | 508  | 549  | 364  | 366  | 358  | 384  | 396  | 399  | 407  |
|               | 1869 | 1890 | 1921 | 1950 | 1980 | 2001 | 2017 | 2019 | 2022 | 2024 |